# 스포츠 레퍼런스
스포츠 레퍼런스(Sports Reference)는 스포츠 관련 웹사이트를 운영하는 미국의 기업이다.

## 올림픽
스포츠 레퍼런스는 2008년 7월 올림픽 게임 통계 및 역사 사이트를 추가했다.
이 회사는 2016년 12월 데이터 라이선스 계약 변경으로 인해 올림픽 경기장이 가까운 시일 내에 폐쇄될 것이라고 발표했다. 이후 2016년 하계올림픽 데이터는 추가됐지만 2018년 동계올림픽 데이터는 사이트가 업데이트되지 않았다. 스포츠 레퍼런스는 2020년 5월 14일에 올림픽 사이트를 폐쇄했다.
OlyMADmen으로 알려진 올림픽 데이터 제공업체는 2020년 5월에 올림피디아(Olympedia)라는 새로운 사이트를 개설했다. 슬레이트에 따르면 "올림피디아의 편집은 올림픽 역사를 전문으로 하는 약 20명의 신뢰할 수 있는 학자 및 연구원으로 제한되었다." 이 사이트는 국제올림픽위원회(IOC)가 소유하고 있다. 2023년 12월 29일, OlyMADmen 회원 빌 맬런은 IOC가 업데이트를 허용하는 데 필요한 계약 갱신을 거부했기 때문에 더 이상 올림피디아를 업데이트할 수 없다고 발표했다.